# Hoàng Tuấn Anh
Hoàng Tuấn Anh (sinh 18 tháng 11 năm 1952) là một cựu chính khách người Việt Nam. Ông từng là Ủy viên Trung ương Đảng, Bộ trưởng Bộ Văn hóa, Thể thao và Du lịch (2007–2016), đại biểu Quốc hội Việt Nam khóa XIII.
Trước đó ông từng là Phó Bí thư Thành ủy Đà Nẵng, Chủ tịch Ủy ban nhân dân Tp Đà Nẵng, Phó Tổng cục trưởng, sau đó là Tổng cục trưởng Tổng cục Du lịch.

## Tiểu sử và quá trình công tác
Hoàng Tuấn Anh sinh ngày 18 tháng 11 năm 1952 tại phường Hòa Quý, quận Ngũ Hành Sơn, thành phố Đà Nẵng. Ông là Kĩ sư Đo đạc Hàng không, Cử nhân Luật và Cao cấp về lí luận chính trị.
Ngày 5 tháng 1 năm 1984 được kết nạp vào Đảng Cộng sản Việt Nam, chính thức ngày 5 tháng 1 năm 1985. Ông là Ủy viên Trung ương Đảng khóa X, XI (2006–2016).
Hoàng Tuấn Anh đã từng giữ các chức vụ Phó Bí thư Thành ủy Đà Nẵng, Chủ tịch Ủy ban nhân dân Tp Đà Nẵng, Phó Tổng cục trưởng, sau đó là Tổng cục trưởng Tổng cục Du lịch.
Ngày 2 tháng 8 năm 2007, sau khi Quốc hội quyết định thành lập Bộ Văn hóa, Thể thao và Du lịch, theo đề nghị của Thủ tướng Chính phủ Nguyễn Tấn Dũng về sáp nhập Ủy ban Thể dục – Thể thao, Tổng cục Du lịch và mảng Văn hóa của Bộ Văn hóa – Thông tin, Hoàng Tuấn Anh được bổ nhiệm làm Bộ trưởng đầu tiên của Bộ Văn hóa, Thể thao và Du lịch.
Ngày 28 tháng 10 năm 2011, Chính phủ quyết định thành lập Ban Điều phối Đề án tổng thể phát triển thể lực, tầm vóc người Việt Nam giai đoạn 2011–2030 do Bộ trưởng Hoàng Tuấn Anh làm Trưởng ban.
Ngày 8 tháng 4 năm 2016, ông được Quốc hội khóa XIII miễn nhiệm chức vụ Bộ trưởng Bộ Văn hóa, Thể thao và Du lịch.

## Phong tặng
Huân chương Quyết thắng hạng Ba (1975), Huy chương Vì thế hệ trẻ (1990) và nhiều Huy chương các loại.

## Câu nói
| “ | Trách nhiệm của tôi là sẽ truyền đạt cho bộ trưởng kế nhiệm. | ” |